# Alice Cooper
Vincent Damon Furnier (n. 4 februarie 1948, Detroit, Michigan, SUA), cunoscut ca Alice Cooper, este un cântăreț de muzică rock, compozitor și textier american a cărui carieră muzicală se întinde pe o durată de patru decenii.
Prezentând spectacole de scenă complexe, în care ghilotinele, scaunele electrice, sângele simulat și șerpii boa constrictori sunt elemente frecvente, Cooper a împrumutat numeroase elemente de heavy metal, garage rock, horror movies și  vodevil pentru a crea a variantă teatrală a muzicii hard rock care a devenit cunoscută sub numele de shock rock.
Alice Cooper a fost original numele unei formații muzicale al cărei lider muzical fusese Vincent Furnier întruchipând un personaj imaginar, care ar fi dat numele formației. În 1974, Furnier și-a schimbat legal numele în Alice Cooper lansând o carieră de cântăreț solo de mare succes. După primul lor mare succes muzical din 1966, când formația fusese cunoscută sub numele de "The Spiders" ("Păianjenii"), formația originală "Alice Cooper Band" a repurtat un succes cu adevărat internațional doar în 1972, cu melodia "School's Out", atingând apoi vârful lor muzical în 1973 cu albumul "Billion Dollar Babies".
Cariera de cântăreț solo a lui Alice Cooper a început în 1975 cu albumul conceptual Welcome to My Nightmare. Lărgind temele muzicale abordate în cadrul muzicii rock and roll, Cooper a trecut de la "rădăcinile" sale ancorate în genurile garage rock și glam rock la multe alte stiluri muzicale, așa cum sunt conceptual rock, hard rock, pop rock, disco, experimental rock și industrial rock. În anii din urmă se remarcă o întoarcere spre prima sa iubire, garage rock.
Alice Cooper este cunoscut pentru personalitatea sa plăcută și glumeață din afara scenei. Revista The Rolling Stone Album Guide merge chiar puțin prea departe afirmând despre el că ar fi "cea mai iubită personalitate din lumea rock and roll-ului". Cooper a ajutat semnificativ la cizelarea sunetului și aspectului scenic și artistic al genurilor heavy metal și punk rock. Alice Cooper este, de asemenea, creditat ca fiind primul muzician care a introdus elemente teatrale bazate pe un scenariu anume pe scenele concertelor de muzică rock și pop la sfârșitul anilor 1960. În afara scenei muzicale, Cooper este actor de film, o celebritate în lumea golfului, un pasionat restaurator și un apreciat disk jockey, găzduit cu talent, șarm și aplomb emisiunile radio "Nights With Alice Cooper" și "Breakfast with Alice", dedicate muzicii clasice rock.

## Discografie

### Albume de studio
- Pretties for You (august 1969)
- Easy Action (martie 1970)
- Love It to Death (12 ianuarie 1971)
- Killer (noiembrie 1971)
- School's Out (iunie 1972)
- Billion Dollar Babies (25 februarie 1973)
- Muscle of Love (20 noiembrie 1973)
- Welcome to My Nightmare (februarie 1975)
- Alice Cooper Goes to Hell (25 iunie 1976)
- Lace and Whiskey (29 aprilie 1977)
- From the Inside (noiembrie 1978)
- Flush the Fashion (28 aprilie 1980)
- Special Forces (septembrie 1981)
- Zipper Catches Skin (25 august 1982)
- DaDa (28 septembrie 1983)
- Constrictor (22 septembrie 1986)
- Raise Your Fist and Yell (28 septembrie 1987)
- Trash (25 iulie 1989)
- Hey Stoopid (2 iulie 1991)
- The Last Temptation (12 iulie 1994)
- Brutal Planet (6 iunie 2000)
- Dragontown (18 septembrie 2001)
- The Eyes of Alice Cooper (23 septembrie 2003)
- Dirty Diamonds (4 iulie 2005)
- Along Came a Spider (29 iulie 2008)
- Welcome 2 My Nightmare (13 septembrie 2011)
- Paranormal (2017)
- Detroit Stories (2021)
- Road (2023)

### Interviuri
- Alice Cooper, Iulian Ignat, Formula AS - anul 2007, numărul 776